# Литтин, Мигель
Миге́ль Эрне́сто Литти́н Кукуми́дес (исп. Miguel Ernesto Littín Cucumides; род. 9 августа 1942) — чилийский кинорежиссёр, сценарист, писатель и общественный деятель. Обладатель многих национальных и международных премий, дважды был номинирован на «Оскар».

## Биография
Отец — палестинец, мать — гречанка. Окончил Университет Чили, где изучал театр. При президенте Альенде возглавил Чилийский киноинститут. Снял популярный фильм «Шакал из Науэльторо» (1969). После прихода к власти Пиночета эмигрировал в Мексику, а затем в Испанию. В 1984 году инкогнито проник в Чили, где снял документальный фильм о социально-экономической и культурной деградации страны в правление Пиночета, а также взял множество интервью у борцов с режимом, в том числе — с одним из руководителей Патриотического фронта имени Мануэля Родригеса, выкраденным своими товарищами из больницы. Отснятый материал превратился в фильм «Всеобщая декларация Чили». А приключения режиссёра были описаны Габриэлем Гарсиа Маркесом в книге «Тайные приключения Мигеля Литтина в Чили» (исп. La aventura de Miguel Littín clandestino en Chile).
В 90-е годы вернулся на родину.

## Творчество
Активный приверженец прямого социального кино, вместе с тем никогда не принадлежал ни к какой партии.

## Фильмография
- Por la tierra ajena (1965, короткометражный)
- Шакал из Науэльторо/ El Chacal de Nahueltoro (1969, номинация на Золотого медведя)
- Земля обетованная/ La Tierra prometida (1971)
- Товарищ президент/ Compañero presidente (1971)
- Хроника Тлакотальпана/ Crónica de Tlacotalpan (1976)
- События на руднике Марусиа/ Actas de Marusia (1976, мексиканская премия Золотой Ариэль, номинация на Оскара, номинация на Золотую пальмовую ветвь)
- Превратности метода/ El Recurso del método, по роману А.Карпентьера (1978, номинация на Золотую пальмовую ветвь)
- Вдова Монтьель/ La Viuda de Montiel, по новелле Г. Гарсиа Маркеса (1979, номинация на Золотого медведя, премия Золотой Колумб на КФ Латиноамериканского кино в Уэльве)
- Acuacultura — Granjas de agua (1980)
- Альсино и кондор / Alsino y el cóndor (1982, номинация на Оскар, приз ММКФ)
- Всеобщая Декларация Чили/ Acta General de Chile (1986, две премии Венецианского МКФ)
- Сандино/ Sandino (1990, биографический фильм)
- Потерпевшие крушение/ Los Náufragos (1994)
- Aventureros del fin del mundo (1998, телевизионный фильм)
- Огненная земля/ Tierra del fuego, по роману Франсиско Колоане (2000)
- Палестинские хроники/ Crónicas palestinas (2001)
- El Abanderado (2002)
- Последняя луна/ La ultima luna (2005, премия Серебряный Колумб на КФ Латиноамериканского кино в Уэльве, номинация на Золотого Георгия Московского МКФ)
- Досон. Остров № 10/ Dawson. Isla 10 (2009, номинация на премию Гойя)